# Izviđači u vojsci SAD
Izviđači u vojsci SAD su artiljerijski posmatrači koji nose oznaku vojnog zanimanja 13F u vojsci Sjedinjenih Država i 0861 u korpusu marinaca Sjedinjenih Država. Zvanično se zovu „zajednički specijalisti za vatrenu podršku“ u vojsci SAD i „marinci za vatrenu podršku“ u američkom marinskom korpusu. Oni su kolokvijalno poznati kao „FiSTers”, bez obzira da li su članovi FiST-a (tima za podršku). Oficir bataljona vatrene podrške (FSO) je oficir zadužen za element vatrene podrške bataljona.

## Američka vojska
Prednji posmatrači u američkoj vojsci imaju vojnu profesionalnu specijalnost od 13F za regrutovane i 13A za oficire, i oni se označavaju kao pripadnici terenske artiljerije. Nakon završetka osnovne borbene obuke, regrutovani vojnici pohađaju jedanaestonedeljni kurs (AIT) o osnovama tehnika poziva-za-vatru, kao i opštoj terenskoj veštni i taktici malih jedinica u Fort Silu, Oklahoma. Odatle će oni koji su raspoređeni u vazdušno-desantne jedinice, pre svega u 82. vazdušno-desantnu diviziju, 173. vazdušno-desantnu brigadu i 75. rendžerski puk, pohađati Vazdušno-desantnu školu vojske Sjedinjenih Država nakon završetka obuke u Fort Silu. Pored toga, Rendžerska škola je otvorena za regrutovane i za oficire koji služe kao izviđači. Članovi timova isturenih posmatrača moraju da steknu i održavaju tajnu bezbednosnu dozvolu zbog zahteva da posmatrači budu svesni ne samo misije svoje jedinice već i drugih američkih i savezničkih jedinica u istoj operativnoj zoni. Oficiri se nazivaju „oficiri za vatrenu podršku” (FSO), dok regrutovane trupe imaju titulu izviđača.

## Literatura
- U.S. Army FM 6-30
- U.S. Army FM 21-18 Procedures and Techniques of Foot Marches
- U.S. Army ATP 3-09.30